# Narajama
Narajama je původně rocková, později spíše multi-žánrová hudební skupina z Kyjova. Jedinečností a poznávacím znamením Narajamy je zapojení cimbálu mezi klasické rockové nástroje.

## Historie
Narajama vznikla v roce 1991. První zkouška ve složení Petr Goldmann – bicí, Igor Judas – basová kytara a Petr Walos – kytara, se odehrála ve studiu Shaark. V tomto složení kapela nahrála v roce 1993 v brněnském studiu Audio Line první album s názvem Webs. Poté opustili kapelu Petr Walos a Michal Mihal a doplnili ji Roman Kouřil – kytara, Bohdana Petrů – cimbál, Milan "Lovec" Bílovský – vokál. V roce 1996 vyšla u Indies Records album „Vytancuj chmury“. O rok později album „V tom víně je nalháno“. Na konci roku 1997 kapelu opustila Bohdana Petrů.
V roce 1999 Narajama nahrála čtvrté album „3'mej“. V roce 2000, po neúspěšném pokusu album vydat, kapela vyhlásila pauzu, která se protáhla na 11 let. V roce 2011 kapela znovu začala zkoušet v původním složení a oživena o percuse začala koncertovat a pracovat na novém albu. Výsledkem se stalo album s názvem „Convergere“.

## Složení
1991–1994
- Petr Goldmann – bicí
- Igor Judas – basová kytara
- Petr Walos – kytara
- Michal Mihal – zpěv

1994–1997
- Petr Goldmann – bicí
- Igor Judas – basová kytara
- Milan Bílovský – zpěv
- Roman Kouřil – kytara
- Bohdana Petrů – cimbál, zpěv

1997–1999
- Petr Goldmann – bicí
- Igor Judas – basová kytara
- Milan Bílovský – zpěv, klávesy
- Roman Kouřil – kytara

2011–
- Petr Goldmann – bicí
- Igor Judas – basová kytara
- Milan Bílovský – zpěv
- Roman Kouřil – kytara
- Bohdana Petrů Menšíková – cimbál, zpěv
- Radek Klíč – perkuse

## Diskografie
- Vytancuj chmury (1996)
- V tom víně je nalháno (1997)
- 3´mej (2011)
- Convergere (2014)
- Concurrere (2017)